# Document Records
La Document Records è un'etichetta discografica indipendente in Scozia specializzata nella riedizione di blues vintage e jazz. La compagnia è stata riconosciuta dalla The Blues Foundation ed è stata insignita del premio Keeping the Blues Alive. La Document Records è l'unica vincitrice del premio nel Regno Unito nel 2018.

## Storia
La Document fu fondata nel 1985 da Johnny Parth, l'ex proprietario della Roots Records, in Austria, per realizzare dischi blues e gospel inediti di prima che l'impatto dei musicisti del 1942-44 fosse disponibile su un certo numero di etichette europee. Nel 1990 Parth si sentì obbligato a cambiare la produzione da LP a CD. Con questo cambiamento consolidò il catalogo con ristampe complete in ordine cronologico, sempre più sull'etichetta Document mentre altri nomi di etichette venivano eliminati. La nuova politica era quella di riemettere il maggior numero possibile delle registrazioni elencate nel libro Blues and Gospel Records: 1890-1943. L'ambito fu ampliato per includere bluegrass, spirituals, jazz e altri generi musicali rurali americani (noti collettivamente come root music), realizzati tra il 1900 e il 1945. Dal 2000 è di proprietà di Gary e Gillian Atkinson e ha sede a Newton Stewart, Scozia.
La Document ha i diritti esclusivi su una grande quantità di musica inedita e altri supporti audio prodotti dalla Edison Records tra il 1914 e il 1929.

## Artisti
- Ora Alexander
- Albert Ammons
- Pink Anderson
- Kokomo Arnold
- Joséphine Baker
- Kid Bailey
- Barbecue Bob
- Blue Lu Barker
- Ed Bell
- Gladys Bentley
- Big Maceo
- Esther Bigeou
- Binkley Brothers' Dixie Clodhoppers
- Black Ace
- Francis "Scrapper" Blackwell
- Blind Blake
- Lucille Bogan
- Ishmon Bracey
- Big Bill Broonzy
- Ada Brown
- Bessie Brown
- Cleo Patra Brown
- Gabriel Brown
- Kitty Brown
- Rabbit Brown
- Burnett & Rutherford
- Butterbeans and Susie
- Gus Cannon
- Leroy Carr
- Fiddlin' John Carson
- Alice Leslie Carter
- Bo Carter
- Baby Doo Caston
- Doctor Clayton
- Sam Collins
- Martha Copeland
- Floyd "Dipper Boy" Council
- Ida Cox
- Katie Crippen
- Arthur Crudup
- James Crutchfield
- Leroy Dallas[7]
- Cow Cow Davenport
- Blind Gary Davis
- Blind John Davis
- Madlyn Davis
- Walter Davis
- Georgia Tom Dorsey
- Little Buddy Doyle
- David "Honeyboy" Edwards
- Sleepy John Estes
- William Ezell
- Ethel Finnie
- Fisk University Jubilee Singers
- Baby Face Leroy Foster
- Miss Frankie[8][9][10]
- Blind Boy Fuller
- Bill Gaither
- Lawrence Gellert
- Jazz Gillum
- Lillian Glinn
- Lillian Goodner
- Lil Green
- Helen Gross
- Harlem Hamfats
- Kelly Harrell
- Hattie Hart
- Lucille Hegamin
- Rosa Henderson
- Edna Hicks
- Bertha "Chippie" Hill
- King Solomon Hill
- Mattie Hite
- Smokey Hogg
- Lightnin Hopkins
- Son House
- Rosetta Howard
- Peg Leg Howell
- Alberta Hunter
- Mississippi John Hurt
- Bertha Idaho
- Jim Jackson
- New Orleans Willie Jackson
- Skip James
- Frankie "Half-Pint" Jaxon
- Blind Lemon Jefferson
- Monkey Joe
- Bunk Johnson
- Lil Johnson
- Lonnie Johnson
- Margaret Johnson
- Mary Johnson
- Merline Johnson
- Robert Johnson
- Tommy Johnson
- Blind Willie Johnson
- Curtis Jones
- Maggie Jones
- Charley Jordan
- Lottie Kimbrough
- King Solomon Hill
- Rube Lacey
- Lead Belly
- Meade "Lux" Lewis
- Charley Lincoln
- Virginia Liston
- Robert Lockwood, Jr.
- Cripple Clarence Lofton
- Eddie Mapp
- Daisy Martin
- Sara Martin
- Tommy McClennan
- Charlie McCoy
- Kansas Joe McCoy
- Viola McCoy
- Charlie "Specks" McFadden
- Hattie McDaniel
- Brownie McGhee
- Blind Willie McTell
- Memphis Minnie
- Hazel Meyers
- Josie Miles
- Lizzie Miles
- Mississippi Sheiks
- Little Brother Montgomery
- Monette Moore
- Buddy Moss
- Muddy Waters
- Romeo Nelson
- Reverend A. W. Nix
- Paul Oliver
- Kid Ory
- Pace Jubilee Singers
- Charlie Patton
- Robert Petway
- Joe Pullum
- Ma Rainey
- Fiddlin' Doc Roberts
- Banjo Ikey Robinson
- Elzadie Robinson
- Walter Roland
- Bayless Rose
- Dan Sane
- Irene Scruggs
- Ollie Shepard
- Johnny Shines
- J.D. Short
- Henry "Son" Sims
- Bessie Smith
- Clara Smith
- Laura Smith
- Mamie Smith
- Ruby Smith
- Trixie Smith
- Charlie Spand
- Pinetop Sparks
- Victoria Spivey
- Mary Stafford
- Sunnyland Slim
- Roosevelt Sykes
- Hannah Sylvester
- Blind Joe Taggart
- Tampa Red
- Eva Taylor
- Montana Taylor
- Johnny Temple
- Sonny Terry
- Sister Rosetta Tharpe
- Elvie Thomas
- Henry Thomas
- Hociel Thomas
- Jesse Thomas
- Ramblin' Thomas
- Henry Townsend
- Bessie Tucker
- Blind Willie Walker
- Sippie Wallace
- Washboard Sam
- Curley Weaver
- Casey Bill Weldon
- Peetie Wheatstraw
- Bukka White
- Georgia White
- Josh White
- Bert Williams
- Big Joe Williams
- Sonny Boy Williamson I
- Sonny Boy Williamson II
- Ralph Willis
- Edith Wilson
- Lena Wilson
- Bill Wyman
- Jimmy Yancey
- Mama Yancey